# Allergan, Plc
Allergan, Plc — ірландська фармацевтична компанія, раніше відома як Actavis, Plc.
У листопаді 2014 року компанія Actavis, Plc повідомила про своє рішення придбати Allergan, inc, виробника ботулотоксина, що  збільшило б її ринкову капіталізацію до $147 мільярдів. 17 березня 2015 року угода була завершена; капітал угоди оцінюється приблизно в $70,5 млрд. У червні 2015 року Actavis, Plc офіційно змінила свою назву на Allergan, Plc. Компанія веде комерційну діяльність у ста країнах світу.
Перше нове придбання після вище зазначеної купівлі Allergan, Plc здійснила 6 липня 2015, придбавши стартап Oculeve за $ 125 млн. І вже 7 липня компанія оголосила про купівлю частини розробок Merck & Co за $ 250 млн. У липні цього ж року Allergan, Plc вирішила продати свій дженерик-підрозділ Actavis фармацевтичній компанії Teva Pharmaceutical Industries за $ 40,5 млрд. І через добу оголосила про купівлю Naurex Inc за $ 560 млн.
У вересні 2015 року Allergan, Plc купила стартап AqueSys за $300 мільйонів, у листопаді придбала компанію Northwood Medical Innovation і в цьому ж місяці домовилась про злиття із американською компанією Pfizer, котре стане найбільшою за всю історію фармацевтичної галузі угодою і третьою за вартістю для всього світового бізнесу (перше місце у Vodafone, яка в 1999 році за £112 млрд або за 203 мільярда доларів купила Mannesmann).
У липні 2015 року компанія Allergan, Plc оголосила про намір продати свій підрозділ дженериків до компанії Teva Pharmaceuticals за 40,5 млрд$, запропонована угода завершилася в першому кварталі 2016 року.
Станом на 03.08.2016 компанія Actavis Generics була придбана провідною міжнародною фармацевтичною компанією Teva Pharmaceutical Industries Ltd. (NYSE: TEVA).
У червні 2019 року американська фармацевтична компанія AbbVie оголосила, що досягла угоди про придбання Allergan за 63 мільярди доларів. Об'єднана компанія буде доміцильована в США для цілей оподаткування.